# Liste achämenidischer Königsinschriften
Unter den achämenidischen Königsinschriften versteht man sämtliche überlieferten Inschriften in Keilschrift aus der Zeitspanne von Kyros II. im 6. Jahrhundert v. Chr. bis zu Dareios III. im 4. Jahrhundert v. Chr. Die Namensgeber sind die Könige, die jeweils inhaltlich eingangs der Inschriften erwähnt sind. Die Inschriften gehören neben den archäologischen Quellen und den Verwaltungsarchiven von Persepolis zu den Primärquellen des Achämenidenreichs.

## Einleitung
Die achämenidischen Königsinschriften sind in eine lange assyrische und babylonische Inschriften-Tradition eingebettet. Sie weichen in Bezug auf den generellen Tenor und ihre Absichten nicht von denjenigen vorgängiger Herrscher in Westasien ab. Ihr Unterschied liegt in der Mehrsprachigkeit, der Rhetorik, dem Stil und der Struktur.
Die Inschriften treten meistens dreisprachig auf: altpersisch, elamisch und babylonisch. Wenn sie zusammen auftreten, wird die privilegierte Position von der altpersischen Inschrift eingenommen: Sie ist an der obersten Position, wenn sie untereinander aufgereiht sind, und in der Mitte bei einer horizontalen Anordnung. Es sind drei Sprachen mit zwei Schriften, wobei die babylonische und elamische verschiedene Formen der gleichen Keilschrift sind.
Die dreisprachigen Inschriften sind Ausdruck der Unermesslichkeit und Komplexität des achämenidischen Reichs. Diese Eigenschaften werden von Dareios I. mit dem altpersischen Ausdruck vispazana (= alle Arten von Menschen haben) umschrieben. In der elamischen Sprachversion wird der Ausdruck übernommen und das Babylonische interpretiert ihn mit von allen Sprachen. Im achämenidischen Reich wurden viele verschiedene Sprachen gesprochen, die mit den dreisprachigen Inschriften repräsentiert werden: Altpersisch ist indo-europäisch, Babylonisch semitisch und Elamisch hat seine eigenen Wurzeln. Die einzelnen Sprachversionen der Inschriften sind keine genauen Übersetzungen der jeweils anderen. Manchmal werden Passagen in einer Sprachversion hinzugefügt, die in den beiden anderen nicht vorkommen. Die Unterschiede äußern sich auch in Details, wenn sie sich an ein bestimmtes Volk richten. So kann die altpersische Version die Herrscher betonen, die elamische Version den Standort und die babylonische das Thema.
Einige wenige achämenidische Inschriften sind in ägyptischen Hieroglyphen geschrieben. Es handelt sich dabei um Stelen, die in der Nähe des Suezkanals gefunden wurden. Andere Objekte mit Hieroglyphen befinden sich auf Geschirr und Gefäßen, die zwar in Ägypten hergestellt wurden, aber in Persepolis, Susa und eventuell in Babylonien ausgegraben wurden. Die berühmte Statue des Dareios I. wurde ebenfalls in Ägypten hergestellt, aber nach Susa gebracht.
Abgesehen von ein paar einzelnen aramäischen Schriftzeichen auf achämenidischen Gegenständen wie Siegeln, Gewichten und Münzen glänzt die spätere Amtssprache durch Abwesenheit. Die einzige Königsinschrift in aramäischer Sprache ist eine Kopie der Behistun-Inschrift von Elephantine in Oberägypten.
Richard T. Hallock hat 1958 eine Statistik bezüglich der Länge und der achämenidischen Absender für die elamische Sprachversion der Königsinschriften erstellt. Die Behistun-Inschrift mit mehr als 3000 Wörtern überragt in ihrer Länge und Bedeutung alle anderen Inschriften, die zusammengenommen weniger als 2600 Wörter umfassen. Die übrigen Inschriften sind eher kurz und wiederholen sich. Mit 44 Texten steht Dareios I. an der Spitze der Absender. Ihm folgen Xerxes I. mit 13 und Artaxerxes I. und Artaxerxes II. mit 7 Texten. Das Schlusslicht bildet Kyros II. mit 2 elamischen Texten auf den Inschriften CMa und CMc.
Die große Mehrheit der Königsinschriften wurde im Kernland der Achämeniden (Pasargadae, Persepolis, Naqsch-e Rostam) und im erweiterten Umkreis (Susa, Bisotun, Gandschnāme, Babylon) gefunden. Die einzige Inschrift außerhalb des Irans ist die Inschrift in Van im östlichen Anatolien von Xerxes I.

## Die Entzifferung
Die Entzifferung der altpersischen Keilschrift der Achämeniden spielte eine entscheidende Rolle für die Entzifferung der babylonischen und elamischen Sprachversionen und anderer Keilschriften in Westasien. Der Einstieg erfolgte über Namen, bez. königlichen Namen, und das Avesta, das die zugrundeliegende Sprache in entwickelter Form überliefert. Die Entzifferung der achämenidischen Inschriften kann in drei Phasen unterteilt werden.
In einem ersten Schritt wurde die Schriftrichtung herausgefunden und dass es sich bei den achämenidischen Inschriften um drei verschiedene Schriften mit einem gemeinsamen Text handelt. García de Silva Figueroa datierte 1620 die Inschriften von Persepolis auf die achämenidische Zeit, identifizierte sie als altpersisch und schloss daraus, dass die Ruinen die alte Residenz Persepolis sei. 1621 legte Pietro della Valle die Schriftrichtung von links nach rechts fest. 1762 fand Jean-Jacques Barthélemy heraus, dass eine Schrift in Persepolis derjenigen glich, die man auf einem Backstein in Babylon gefunden hatte. Carsten Niebuhr fertigte 1778 die ersten Kopien der Inschriften von Persepolis an und legte sich auf drei verschiedene Arten von Schriften fest, die in der Folge unter Niebuhr I, II und III bekannt wurden. Er war der Erste, der in einer der Schriften das Zeichen für eine Worttrennung entdeckte. Oluf Gerhard Tychsen listete 1798 als Erster 24 phonetische oder alphabetische Werte für die Zeichen auf.
Die zweite Phase, in der eine erste Entzifferung stattfand und korrekte Werte für eine bedeutende Anzahl von Zeichen gefunden werden konnten, wurde durch Georg Friedrich Grotefend eingeleitet. Er war der bedeutendste Entzifferer der altpersischen Keilschrift. Ihm folgten Antoine-Jean Saint-Martin 1822 und Rasmus Christian Rask 1823, der als Erster den Namen Achämenide und die Konsonanten m und n entziffern konnte. Eugène Burnouf identifizierte 1833–1835 die Namen verschiedener Satrapien und die Konsonanten k und z. Christian Lassen trug maßgeblich zum grammatikalischen Verständnis der altpersischen Sprache und zum Gebrauch der Vokale bei. Die Entzifferer benutzten für ihre Arbeit die kurzen dreisprachigen Inschriften von Persepolis und die Inschriften von Gandschnāme.
In einem letzten Schritt wurde die Entzifferung über die Behistun-Inschrift durch Henry Creswicke Rawlinson und Edward Hincks vollendet. Edward Hincks entdeckte, dass das Altpersische teilweise eine Silbenschrift ist.

## Die Bezeichnungen
Die Bezeichnungen beziehungsweise die Abkürzungen der achämenidischen Königsinschriften beruhen auf dem von Roland Grubb Kent eingeführten System von 1953. Manfred Mayrhofer (1978), Alireza Shapour Shahbazi (1985) und Rüdiger Schmitt (2000) haben es erweitert und modifiziert. Die Ausgabe von Rüdiger Schmitt von 2009 gilt als das neue Referenzwerk.
Im aktuellen Referenzwerk bezeichnet der erste Buchstabe einer Inschrift nicht den Herrscher beziehungsweise Autoren, sondern „als oberstes Ordnungskriterium gilt deshalb, daß der erste Buchstabe(nkomplex) nach dem König gewählt ist, den der Text, oft gleich eingangs im Nominativ, ausdrücklich mit Namen nennt“. Häufig ist der Autor identisch mit dem eingangs erwähnten Namen. Aber wie die Beispiele der Inschriften AmHa oder DEa zeigen, ist dies nicht immer der Fall. Der zweite Großbuchstabe bezeichnet den Fundort und der dritte Buchstabe ist ein Index, der von der Wissenschaft zur Unterscheidung mehrerer Inschriften vom gleichen Ort gesetzt wurde.

## Pseudo-altpersische Inschriften
Rüdiger Schmitt hat 2007 in einer Publikation eine Liste von pseudo-altpersischen Inschriften veröffentlicht. Er unterscheidet zwischen „nicht-authentischen“ Inschriften, Fälschungen und Nachbildungen. Unter „nicht-authentischen“ Inschriften versteht er Inschriften, die zwar „echt“ sind und aus der Achämenidenzeit stammen, aber nicht vom König stammen, der eingangs der Inschriften aufgeführt ist. Der Begriff geht auf Hans Heinrich Schaeder zurück. Die bekanntesten „nicht-authentischen“ Inschriften sind AmHa und AsHa aus Hamadan.
Bereits Roland Grubb Kent erfasste 1953 die bekannten gefälschten Inschriften („spurious inscriptions“), gab ihnen die Bezeichnung Spurium (Abkürzung Spur.) und versah sie mit einem Index (Spur. a–h). Manfred Mayrhofer erweiterte die Liste 1978 um Spur. i–k. Da die Liste seither immer umfangreicher geworden war, gab ihnen Rüdiger Schmitt 2007 neue Bezeichnungen: F für Fälschung mit einer fortlaufenden Nummer und N für Nachbildung mit einer fortlaufenden Nummer.

### Fälschungen

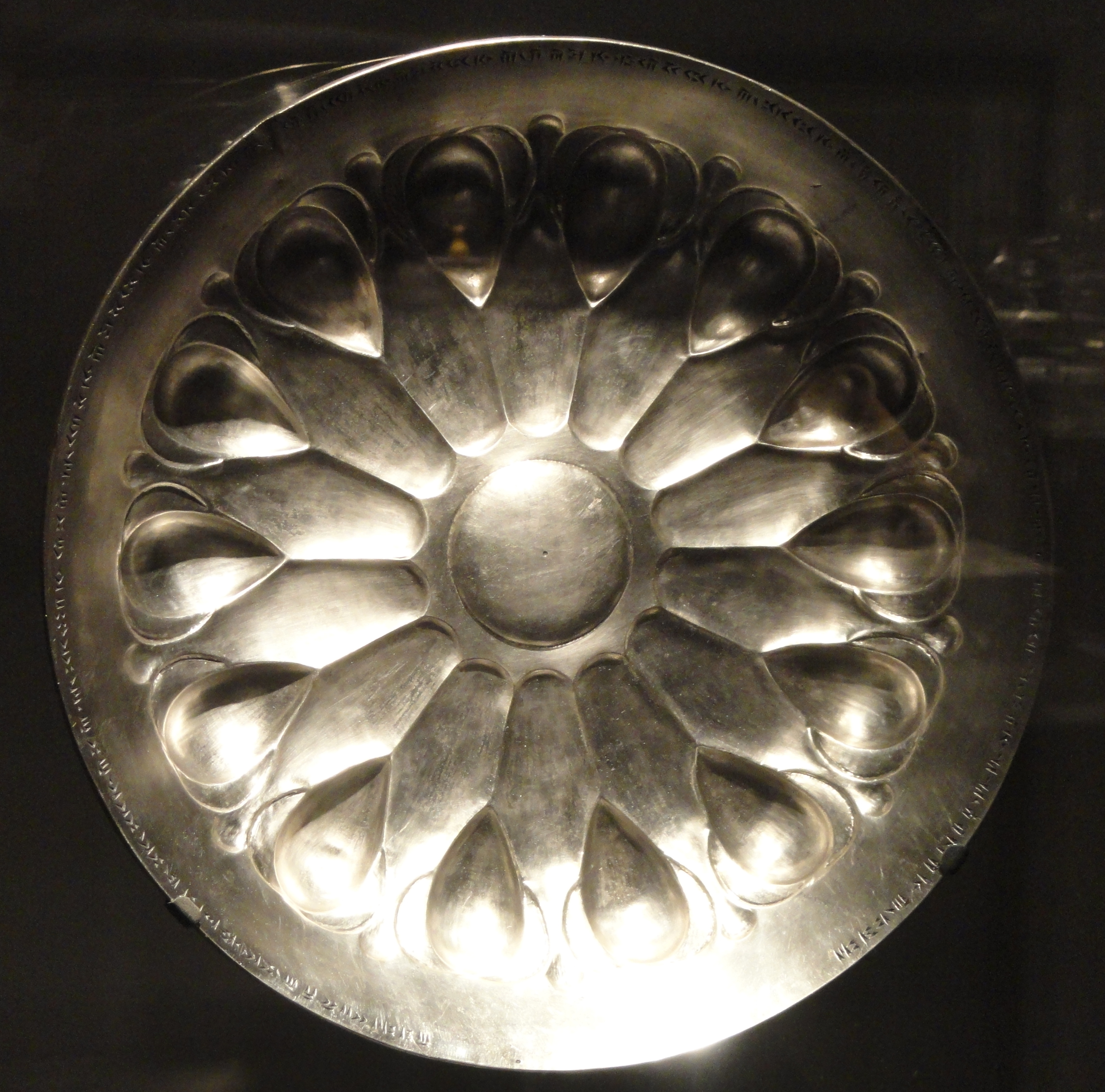
Phiale mit gefälschter Inschrift F 10

Fälschungen aus Vorderasien sind seit dem 19. Jahrhundert bekannt. Aber erst seit den 1930er Jahren überschwemmen den Kunstmarkt Produkte aus dem Iran, nachdem Raubgrabungen im Westen Irans an Zahl enorm zugenommen haben. Der eigentliche „Fälschungsboom“ fand nach dem Zweiten Weltkrieg bis zur islamischen Revolution 1979 statt. Gefälschte Kunstgegenstände wurden mit einer Inschrift versehen, um eine Wertsteigerung des Gegenstands zu bewirken oder um eine vermeintliche Echtheit zu vermitteln. Die angebrachten Inschriften wurden oft aus Büchern kopiert, um sie verkürzt oder in einer abgeänderten Form zu verwenden. Sie sind auf Metalltäfelchen, Ton- und Steintafeln, figürlichen und ähnlichen Objekten, Waffen, Gemmen und Siegeln zu finden. Insgesamt hat Rüdiger Schmitt in seiner Publikation 27 Fälschungen von Inschriften erfasst.
In Dutzenden von Publikationen sind die Phialen von Artaxerxes I. und deren Inschriften von Archäologen und Sprachwissenschaftlern besprochen worden. Roland Grubb Kent bezeichnete die Inschrift 1953 noch als A1I (Artaxerxes I. Incerto Loco). Rüdiger Schmitt führt die Inschrift als Fälschung F 10 auf. Bei den Objekten handelt es sich um vier Silberschalen. Der Fundort ist unbekannt. In einem Skizzenbuch von Ernst Herzfeld bemerkt dieser 1932, dass die Silberschüsseln aus Hamadan stammen. Diese Angabe wird als verdächtig angesehen, da Hamadan als Platz gilt, wo viele Raubgrabungen durchgeführt wurden, und als Ort, von dem aus viele Objekte in den Kunstmarkt eingeschleust wurden. Die undurchsichtigen Fundzustände und Besitzverhältnisse führten in der Folge zur Vermutung, dass Ernst Herzfeld die Schalen zwischen 1932 und 1934 selber besessen hatte und sie in der Folge aus dem Iran schmuggelte. Heute befinden sich die Schalen im Besitz des Metropolitan Museum of Art in New York, der Freer Gallery of Art in Washington, des British Museum in London und des Muze-ye Rezā Abbāsi in Teheran.
Die altpersische Inschrift befindet sich am Innenrand der Schalen und lautet:

„Artaxerxes, der grosse König König der Könige, König der Länder, des Königs Xerxes Sohn, des Xerxes, des Königs Dareios Sohn, ein Achämenide (ist es), der diese Silberschale im Palast hat machen lassen.“

Sprachwissenschaftliche Untersuchungen und die Platzierung der Inschrift auf dem inneren Rand weisen darauf hin, dass die Inschriften auf den vier Schalen gefälscht sind. Der Text weist grammatikalische und syntaktische Fehler auf, wie sie für die spätachämenidischen Inschriften von Artaxerxes II. und Artaxerxes III. typisch sind. Die Schalen hingegen werden als authentisch aus der Zeit von Artaxerxes I. eingestuft.

### Nachbildungen
Zehn moderne Nachbildungen sind in der Publikation von Rüdiger Schmitt erfasst. Darunter befinden sich Kuriositäten wie ein veröffentlichter Satz auf Altpersisch von Franz Heinrich Weißbach, N 10, mit folgendem Wortlaut: „Deshalb, was von mir schlecht gemacht worden ist, das will ich gut machen.“ Der Satz wurde zum eigentlichen Scherz, als er durch Sukumar Sen 1941 Eingang in die wissenschaftliche Diskussion fand und 1953 von Roland Grubb Kent als „a jesting composition“ (eine scherzhafte Gestaltung) bezeichnet wurde. Richard Nelson Frye, der sich über Sukumar Sen lustig machte, verwechselte wiederum 1977 den Satz von Franz Heinrich Weißbach mit einer Gewichtsinschrift.
Unter einem anderen Beispiel, der Nachbildung N 7, ist ein Poster zur Tour 1997/98 der englischen Rockgruppe Rolling Stones zu finden. Auf der Zunge sind altpersische Zeichen zu sehen, die übersetzt lauten: „Dareios, der große König, König der Könige, König …“. Dabei handelt es sich um die ersten drei Zeilen der Inschrift DPa.

## Rezeption
Um ein Verständnis von den achämenidischen Königsinschriften zu erhalten, muss man sich bewusst sein, dass die Mehrheit der Texte in königliche Monumente und Statuen eingebettet sind. Bildsprache und Texte stehen in Verbindung zueinander. Viele Motive wiederholen sich und verstärken bestimmte Botschaften, die die Autorität im kaiserlichen Zentrum vermitteln wollte. Die Norm setzten die Inschriften von Dareios I. für alle Nachfolger, die in der Folge nur kleine Unterschiede aufweisen und schwer zu deuten sind. Mit Ausnahme der Behistun-Inschrift lassen sie auch keine Aussage über den Charakter des jeweiligen Königs zu.
Mit den Monumenten und Texten schufen die Achämeniden ein dichtes ideologisches Netz, das alle Völker des Reichs in ihrer Vielfalt miteinbezog und die herausragende Rolle der Perser betonte. In einer Inschrift von Persepolis zieht Dareios I. eine Linie von Nordosten nach Südwesten, von Südosten nach Nordwesten mit der Aufzählung der äußersten Gebiete und richtet das Augenmerk auf die Größe seiner Herrschaft. Sein Reich ist das Werk von Ahuramazda, der alles erschaffen hat: den Himmel, die Erde, das Glück für den Menschen und den persischen König, der diese Schöpfung sichern soll. Die Harmonie des göttlichen Werks kann nur aufrechterhalten werden, wenn das Land und das Volk sicher sind. Das befiehlt der König und betet dafür. Er ist der „König über diese Erde“. Selten, wenn überhaupt, wird darauf hingewiesen, dass es noch eine Welt außerhalb des Reichs gibt.
Dareios I. benutzt für die Weite seines Reichs das altpersische Wort bǔmi (Erde). Die Griechen verwendeten den Begriff arkhe (Territorium) und die heutige Zeit benutzt den Begriff „Imperium“. Zur Zeit von Dareios I. stand die „Erde“ für die bekannte Welt. Das bedeutet nicht, dass sich die achämenidischen Könige nicht bewusst waren, dass eine Welt außerhalb ihres Reichs bestand, aber die Logik besagt, dass „nicht eroberte Länder als nicht zur bewohnten Welt gehörend gelten“. Die Völker außerhalb des Reichs „werden in ein Nicht-Sein auf ‚dürstende Länder‘ und den ‚bitteren Fluss‘ zurückgeworfen.“

## Die Inschriften

### Übersicht
2021 wurden insgesamt 179 Texte von Darius I. bis Artaxerxes III. gezählt. Davon fallen 93 auf Dareios I., 52 auf Xerxes I., 10 auf Artaxerxes I., 5 auf Dareios II., 14 auf Artaxerxes II. und 5 auf Artaxerxes III.
| Sprachen     | Sprachen                                      | Darius I. | Xerxes I. | Artaxerxes I. | Darius II. | Artaxerxes II. | Artaxerxes III. | Total |
| Sprachen     | Sprachen                                      | D         | X         | A             | D2         | A2             | A3              |       |
| ------------ | --------------------------------------------- | --------- | --------- | ------------- | ---------- | -------------- | --------------- | ----- |
| Viersprachig | Altpersisch, Babylonisch, Elamisch, Ägyptisch | 1         | 15        | 5             |            |                |                 | 21    |
| Dreisprachig | Altpersisch, Babylonisch, Elamisch            | 62        | 24        | 1             | 1          | 4              | 1               | 93    |
| Zweisprachig | Altpersisch, Elamisch                         | 4         |           |               |            |                |                 | 4     |
| Zweisprachig | Altpersisch, Babylonisch                      |           | 1         | 1             |            |                |                 | 2     |
| Einsprachig  | Altpersisch                                   | 18        | 10        | 2             | 4          | 6              | 3               | 43    |
| Einsprachig  | Babylonisch                                   | 4         | 2         | 1             |            |                | 1               | 8     |
| Einsprachig  | Elamisch                                      | 3         |           |               |            | 4              |                 | 7     |
| Einsprachig  | Aramäisch                                     | 1         |           |               |            |                |                 | 1     |
|              |                                               | 93        | 52        | 10            | 5          | 14             | 5               | 179   |

### Ariaramnes
| Wissenschaftliche Abkürzung | Maßgebliche Publikation(en) | Funddatum | Fundort | Sprache(n)  |
| --------------------------- | --- | --------- | ------- | ----------- |
| AmHa                        | Herzfeld 1930, Schaeder 1930, Schaeder 1931, Herzfeld 1931a, Herzfeld 1932a, Brandenstein 1932, Schaeder 1935, Herzfeld 1937, Herzfeld 1938, Sen 1941, Kent 1946, Kent 1953, Lecoq 1997, Schweiger 1998, Schmitt 1999a, Schmitt 2007, Schmitt 2009/2023 | 1930      | Hamadan | altpersisch |

### Arsames
| Wissenschaftliche Abkürzung | Maßgebliche Publikation(en)                                                                     | Funddatum | Fundort | Sprache(n)  |
| --------------------------- | ----------------------------------------------------------------------------------------------- | --------- | ------- | ----------- |
| AsHa                        | Kent 1946, Kent 1953, Lecoq 1997, Schweiger 1998, Schmitt 1999, Schmitt 2007, Schmitt 2009/2023 | 1920      | Hamadan | altpersisch |

### Kyros II.
| Wissenschaftliche Abkürzung | Maßgebliche Publikation(en) | Funddatum | Fundort    | Sprache(n)                         |
| --------------------------- | --- | --------- | ---------- | ---------------------------------- |
| Kyros A                     | Loftus 1857, Weißbach 1911a, Schott 1930, Schaudig 2001, Waters 2018                                                                 | 1850      | Uruk       | babylonisch                        |
| Kyros B                     | Gadd 1928, Walker 1981, Schaudig 2001, Waters 2018                                                                                   | 1923      | Ur         | babylonisch                        |
| Kyros-Zylinder              | Rawlinson 1880, Nies/Keiser 1920, Finkel 2013, Schaudig 2018                                                                         | 1879      | Babylon    | babylonisch                        |
| CMa                         | Morier 1812, Rawlinson 1847, Weißbach 1894, Weißbach 1911a, Kent 1953, Borger/Hinz 1959, Nylander 1967, Stronach 1978, Schaudig 2001 | 1812      | Pasargadae | altpersisch, elamisch, babylonisch |
| CMb                         | Herzfeld 1929, Herzfeld 1938, Kent 1953, Hallock 1958, Borger/Hinz 1959, Nylander 1967, Stronach 1978                                | 1928      | Pasargadae | altpersisch, elamisch, babylonisch |
| CMc                         | Herzfeld 1929, Herzfeld 1938, Kent 1953, Borger/Hinz 1959, Nylander 1967, Stronach 1978, Cool Root 1979, Schaudig 2001               | 1928      | Pasargadae | altpersisch, elamisch, babylonisch |
| Zendan-Inschrift            | Sami 1956, Borger/Hinz 1959, Cameron 1967, Stronach 1978, Mayrhofer 1978, Schaudig 2001                                              | 1952      | Pasargadae | altpersisch, elamisch              |
| CM-Fragmente                | Stronach 1965, Lecoq 1974, Stronach 1978, Mayrhofer 1978, Schaudig 2001                                                              | 1961–1963 | Pasargadae | altpersisch                        |

### Dareios I.
| Wissenschaftliche Abkürzung | Maßgebliche Publikation(en) | Funddatum | Fundort            | Sprache(n)                                    |
| --------------------------- | --- | --------- | ------------------ | --------------------------------------------- |
| DB                          | Rawlinson 1846, Rawlinson 1849, Rawlinson 1851, Norris 1855, Jackson 1903, Jackson 1906, King/Thompson 1907, Weißbach 1890, Weißbach 1911a, Cameron 1951, Kent 1953, Voigtlander 1956, Cameron 1960, Vallat 1977, Voigtlander 1978, Greenfield/Porten 1982, Borger/Hinz 1984, Grillot-Susini/Herrenschmidt/Malbran-Labat 1993, Porten 1993, Malbran-Labat 1994, Lecoq 1997, Seidl 1999, Bae 2001, Kuhrt 2007, Schmitt 2009/2023                                        | 1835      | Behistun-Inschrift | altpersisch, elamisch, babylonisch            |
| DEa                         | Flandin/Coste 1851–1854, Schulz 1840, Brugsch 1862/1863, de Morgan 1894–1905, Jackson 1906, Weißbach 1911a, Schaeder 1931, Sen 1941, Kent 1953, Vallat 1977, Lecoq 1997, Schweiger 1998, Schmitt 2007, Schmitt 2009/2023 | 1851–1854 | Elvend             | altpersisch, elamisch, babylonisch            |
| DFa                         | Schmitt 1988, Nikitin/Kuznetsov 2019, Kuznetsov 2019, Shavarebi 2019, Rung/Gabelko 2019 | 2016      | Phanagoria         | altpersisch                                   |
| DGa                         | Harmatta 1954, Mayrhofer 1978, Schweiger 1998, Schmitt 2007, Schmitt 2009/2023 | 1937      | Gherla             | altpersisch                                   |
| DHa                         | Herzfeld 1926, Smith 1926, Weißbach 1927, Kent 1931b, Brandenstein 1932, Herzfeld 1938, Kent 1953, Frye 1963, Lecoq 1997, Schweiger 1998, Kuhrt 2007, Schmitt 2009/2023 | 1926      | Hamadan            | altpersisch, elamisch, babylonisch            |
| DNa                         | Westergaard 1844, Lassen 1845, Westergaard 1845, Hitzig 1847, Rawlinson 1847, Flandin/Coste 1851–1854, Norris 1855, Spiegel 1862, Kern 1869, Oppert 1870, Bezold 1882, Stolze 1882, Weißbach 1911a, Weißbach 1911b, Friedrich 1928, Kent 1939, Kent 1953, Schmidt 1970, Vallat 1977, Grillot-Susini 1987, Lecoq 1997, Schweiger 1998, Schmitt 2000a, Kuhrt 2007, Schmitt 2009/2023                                                                                     | 1843      | Naqsch-e Rostam    | altpersisch, elamisch, babylonisch            |
| DNb                         | Weißbach 1911a, Weißbach 1911b, Herzfeld 1938, Kent 1939, Kent 1953, Hinz 1969a, Schmidt 1970, Vallat 1977, Sims-Williams 1981, Lecoq 1997, Schweiger 1998, Schmitt 2000a, Kuhrt 2007, Schmitt 2009/2023 | 1843      | Naqsch-e Rostam    | altpersisch, elamisch, babylonisch            |
| DNc                         | Rawlinson 1850, Rawlinson 1851, Norris 1855, Perrot/Chipiez 1890, Maspero 1899, Weißbach 1911a, Weißbach 1911b, Kent 1939, Kent 1953, Schmidt 1970, Vallat 1977, Lecoq 1997, Schweiger 1998, Schmitt 2000a, Henkelman 2003, Schmitt 2009/2023 | 1848      | Naqsch-e Rostam    | altpersisch, elamisch, babylonisch            |
| DNd                         | Rawlinson 1850, Rawlinson 1851, Norris 1855, Weißbach 1911a, Weißbach 1911b, Kent 1939, Kent 1953, Schmidt 1970, Borger 1972, Vallat 1977, Lecoq 1997, Schweiger 1998, Schmitt 2000a, Borger 2000, Henkelman 2003, Schmitt 2009/2023 | 1848      | Naqsch-e Rostam    | altpersisch, elamisch, babylonisch            |
| DNe                         | Rawlinson 1850, Norris 1855, Oppert 1859, Dieulafoy 1885, Weißbach 1911a, Weißbach 1911b, Kent 1953, Schmidt 1970, Vallat 1977, Mayrhofer 1978, Lecoq 1997, Schweiger 1998, Schmitt 1999a, Kuhrt 2007, Schmitt 2009/2023 | 1848      | Naqsch-e Rostam    | altpersisch, elamisch, babylonisch            |
| DNf                         | Delshad/Doroodi 2019 | 2001      | Naqsch-e Rostam    | altpersisch, elamisch, babylonisch            |
| DPa                         | De Bruyn 1737, Niebuhr 1774–1778, Grotefend 1815, Flandin/Coste 1851–1854, Westergaard 1845a, Westergaard 1845b, Tolman 1908, Weißbach 1911a, Schmidt 1953, Kent 1953, Shahbazi 1985, Lecoq 1997, Schweiger 1998, Schmitt 2009/2023 | 1737      | Persepolis         | altpersisch, elamisch, babylonisch            |
| DPb                         | De Bruyn 1737, Grotefend 1802, Grotefend 1837, Gobineau 1864, Dieulafoy 1890, Weißbach 1890, Weißbach 1911a, Benveniste 1951, Kent 1953, Shahbazi 1985, Lecoq 1997, Schweiger 1998, Kuhrt 2007, Schmitt 2009/2023 | 1737      | Persepolis         | altpersisch, elamisch, babylonisch            |
| DPc                         | Kaempfer 1712, De Bruyn 1737, Chardin 1740, Ouseley 1821, Flandin/Coste 1851–1854, Lassen 1845, Westergaard 1845b, Weißbach 1911a, Herzfeld 1938, Kent 1953, Vallat 1977, Shahbazi 1985, Lecoq 1997, Schweiger 1998, Schmitt 2000a, Mitchell 2000, Schmitt 2009/2023 | 1683–1693 | Persepolis         | altpersisch, elamisch, Babylonisch            |
| DPd                         | Niebuhr 1774–1778, Flandin/Coste 1851–1854, Stolze 1882, Weißbach 1911a, Kent 1953, Schmidt 1953, Shahbazi 1985, Lecoq 1997, Schweiger 1998, Schmitt 2000a, Kuhrt 2007, Schmitt 2009/2023, Schmitt 2020 | 1774–1778 | Persepolis         | altpersisch                                   |
| DPe                         | Niebuhr 1774–1778, Flandin/Coste 1851–1854, Stolze 1882, Tolman 1908, Weißbach 1911a, Sen 1941, Kent 1953, Schmidt 1953, Shahbazi 1985, Lecoq 1997, Schweiger 1998, Schmitt 2000a, Kuhrt 2007, Schmitt 2009/2023 | 1774–1778 | Persepolis         | altpersisch                                   |
| DPf                         | Niebuhr 1774–1778, Westergaard 1845a, Flandin/Coste 1851–1854, Stolze 1882, Weißbach 1911a, Kent 1953, Schmidt 1953, Vallat 1977, Shahbazi 1985, Grillot-Susini 1987, Lecoq 1997, Kuhrt 2007, Schmitt 2009/2023 | 1774–1778 | Persepolis         | elamisch                                      |
| DPg                         | Niebuhr 1774–1778, Westergaard 1845b, Flandin/Coste 1851–1854, Stolze 1882, Weißbach 1911a, Kent 1953, Schmidt 1953, Shahbazi 1985, Lecoq 1997, Kuhrt 2007, Schmitt 2009/2023 | 1774–1778 | Persepolis         | babylonisch                                   |
| DPh                         | Herzfeld 1938, Kent 1953, Schmidt 1953, Krefter 1971, Vallat 1977, Trümpelmann 1988, Schweiger 1998, Kuhrt 2007, Schmitt 2009/2023 | 1933      | Persepolis         | altpersisch, elamisch, babylonisch            |
| DPi                         | Herzfeld 1938, Kent 1953, Schmidt 1939, Schmidt 1957, Vallat 1977, Lecoq 1997, Schweiger 1998, Schmitt 2000a, Curtis/Tallis 2005, Schmitt 2009/2023 | 1933      | Persepolis         | altpersisch, elamisch, babylonisch            |
| DSa                         | Dieulafoy 1893, Weißbach 1911a, Scheil 1929, Kent 1953, Lecoq 1997, Schweiger 1998, Schmitt 1999b, Schmitt 2009/2023 | 1891/1892 | Susa               | altpersisch                                   |
| DSaa                        | Perrot 1971, Vallat 1986, Lecoq 1997, Kuhrt 2007, Schmitt 2009/2023 | 1969/1970 | Susa               | babylonisch                                   |
| DSab                        | Vallat 1974a, Vallat 1974b, Mayrhofer 1978, Lecoq 1997, Schweiger 1998, Kuhrt 2007, Schmitt 2009/2023, Yoyotte 2010 | 1972      | Susa               | altpersisch, elamisch, babylonisch, ägyptisch |
| DSd                         | Loftus 1852, Weißbach 1911a, Scheil 1929, Brandenstein 1932, Kent 1953, Vallat 1977, Steve 1987, Lecoq 1997, Schweiger 1998, Schmitt 2009/2023 | 1852      | Susa               | altpersisch, elamisch                         |
| DSe                         | Dieulafoy 1893, Oppert 1894, Weißbach 1911a, Scheil 1929, Scheil 1933, Weißbach 1937, Weißbach 1938, Herzfeld 1938, Scheil 1939, Hinz 1941, Kent 1953, Steve 1974, Vallat 1977, Mayrhofer 1978, Stolper 1980, Mayrhofer 1981, Steve 1987, Schmitt 1992, Lecoq 1997, Schweiger 1998, Kuhrt 2007, Schmitt 2009, Daneshmand 2017, Schmitt 2009/2023 | 1893      | Susa               | altpersisch, elamisch, babylonisch            |
| DSf                         | Scheil 1900, Scheil 1910, Weißbach 1911a, Scheil 1929, König 1930, Bleichsteiner 1930, Weißbach 1931/1932, Herzfeld 1931b, Kent 1931b, Brandenstein 1932, Kent 1933a, Scheil 1933, Herzfeld 1938, Scheil 1939, Hinz 1950, Kent 1953, Hinz 1971, Vallat 1972b, Steve 1974, Vallat 1977, Mayrhofer 1978, Mayrhofer 1981, Vallat 1983, Steve 1987, Grillot-Susini 1990, Caubet 1994, Lecoq 1997, Schweiger 1998, Schmitt 1999b, Rossi 2003, Kuhrt 2007, Schmitt 2009/2023 | 1900      | Susa               | altpersisch, elamisch, babylonisch            |
| DSg                         | Scheil 1929, Brandenstein 1932, Hinz 1941, Kent 1953, Steve 1987, Lecoq 1997, Schweiger 1998, Schmitt 2009/2023 | 1929      | Susa               | altpersisch, babylonisch                      |
| DSi                         | Scheil 1929, Brandenstein 1932, Vallat 1977, Lecoq 1997, Schweiger 1998, Schmitt 2009/2023 | 1929      | Susa               | altpersisch, elamisch, babylonisch            |
| DSj                         | Scheil 1929, Brandenstein 1932, Herzfeld 1938, Hinz 1941, Kent 1953, Vallat 1977, Lecoq 1997, Schweiger 1998, Schmitt 2009/2023 | 1929      | Susa               | altpersisch, elamisch, babylonisch            |
| DSk                         | Dieulafoy 1893, Weißbach 1911a, Scheil 1929, Kent 1931b, Brandenstein 1932, Kent 1953, Lecoq 1997, Schweiger 1998, Kuhrt 2007, Schmitt 2009/2023 | 1884–1886 | Susa               | altpersisch                                   |
| DSm                         | Scheil 1929, Brandenstein 1932, Hinz 1941, Schmitt 2009 | 1929      | Susa               | altpersisch, elamisch, babylonisch            |
| DSq                         | Scheil 1929, Kent 1931a, Brandenstein 1932, Sen 1941, Hinz 1941, Kent 1953, Schmitt 1999a, Schmitt 2009/2023 | 1929      | Susa               | altpersisch                                   |
| DSz                         | Perrot 1971, Vallat 1970, Vallat 1972b, Steve 1974, Vallat 1977, Steve 1987, Lecoq 1997, Schweiger 1998, Kuhrt 2007, Schmitt 2009/2023 | 1969/1970 | Susa               | elamisch                                      |

### Xerxes I.
| Wissenschaftliche Abkürzung | Maßgebliche Publikation(en) | Funddatum | Fundort    | Sprache(n)                                    |
| --------------------------- | --- | --------- | ---------- | --------------------------------------------- |
| XEa                         | Flandin/Coste 1851–1854, Burnouf 1836, Weißbach 1911a, Sen 1941, Kent 1953, Vallat 1977, Hinz 1979, Lecoq 1997, Schweiger 1998, Kuhrt 2007, Schmitt 2009/2023 | 1851–1854 | Elvend     | altpersisch, elamisch, babylonisch            |
| XMa                         | Stronach 1978, Schweiger 1998, Schmitt 2000a, Schmitt 2009/2023 | 1963      | Pasargadae | altpersisch                                   |
| XPa                         | Rich 1839, Westergaard 1845a, Westergaard 1845b, Lassen 1845, Flandin/Coste 1851–1854, Stolze 1882, Weißbach 1911a, Schmidt 1953, Kent 1953, Vallat 1977, Shahbazi 1985, Lecoq 1997, Schweiger 1998, Kuhrt 2007, Schmitt 2009/2023                                                    | 1839      | Persepolis | altpersisch, elamisch, babylonisch            |
| XPb                         | De Bruyn 1737, Niebuhr 1774–1778, Flandin/Coste 1851–1854, Stolze 1882, Weißbach 1911a, Herzfeld 1938, Schmidt 1953, Kent 1953, Vallat 1977, Herrenschmidt 1983, Shahbazi 1985, Lecoq 1997, Schweiger 1998, Kozuh 2003, Schmitt 2009/2023                                             | 1711      | Persepolis | altpersisch, elamisch, babylonisch            |
| XPc                         | De Bruyn 1711, Flandin/Coste 1851–1854, Stolze 1882, Weißbach 1911a, Schmidt 1953, Kent 1953, Vallat 1977, Lecoq 1997, Schweiger 1998, Kozuh 2003, Schmitt 2009/2023 | 1711      | Persepolis | altpersisch, elamisch, babylonisch            |
| XPd                         | Flandin/Coste 1851–1854, Stolze 1882, Weißbach 1911a, Schmidt 1953, Kent 1953, Vallat 1977, Herrenschmidt 1983, Shahbazi 1985, Lecoq 1997, Schweiger 1998, Kozuh 2003, Schmitt 2009/2023                                                                                              | 1851–1854 | Persepolis | altpersisch, elamisch, babylonisch            |
| XPe                         | Niebuhr 1774–1778, Grotefend 1815, Rich 1839, Flandin/Coste 1851–1854, Weißbach: 1911a, Kent 1953, Schmidt 1953, Vallat 1977, Shahbazi 1985, Lecoq 1997, Schweiger 1998, Schmitt 2000a, Kuhrt 2007, Schmitt 2009/2023                                                                 | 1737      | Persepolis | altpersisch, elamisch, babylonisch            |
| XPf                         | Herzfeld 1932b, Kent 1933b, Herzfeld 1938, Schmidt 1939, Kent 1953, Schmidt 1953, Schmidt 1957, Steve 1975, Lecoq 1997, Schweiger 1998, Schmitt 2000a, Kuhrt 2007, Schmitt 2009/2023                                                                                                  | 1931      | Persepolis | altpersisch, babylonisch                      |
| XPg                         | Benveniste 1933, Kent 1933c, Herzfeld 1938, Kent 1953, Schmidt 1953, Lecoq 1997, Schweiger 1998, Schmitt 2000a, Kuhrt 2007, Schmitt 2009/2023 | 1933      | Persepolis | altpersisch, elamisch, babylonisch            |
| XPh                         | Herzfeld 1937, Kent 1937, Herzfeld 1938, Kent 1953, Schmidt 1953, Schmidt 1957, Cameron 1959, Vallat 1977, Stronach 1978, Lecoq 1997, Schweiger 1998, Schmitt 2000a, Schmitt 2000b, Kuhrt 2007, Schmitt 2009/2023                                                                     | 1935      | Persepolis | altpersisch, elamisch, babylonisch            |
| XPi                         | Herzfeld 1938, Kent 1953, Schmidt 1953, Schmidt 1957, Vallat 1977, Lecoq 1997, Schweiger 1998, Schmitt 2000a, Schmitt 2009/2023 | 1933–1934 | Persepolis | altpersisch, elamisch, babylonisch            |
| XPj                         | Herzfeld 1938, Schmidt 1953, Kent 1953, Vallat 1977, Lecoq 1997, Schweiger 1998, Schmitt 2000a, Seipel 2003, Schmitt 2009/2023 | 1938      | Persepolis | altpersisch, elamisch, babylonisch            |
| XPk                         | De Bruyn 1711, Grotefend 1802, Ouseley 1821, Grotefend 1837, Herzfeld 1938, Benveniste 1951, Kent 1953, Schmidt 1953, Borger 1975, Vallat 1977, Mayrhofer 1978, Shahbazi 1985, Lecoq 1997, Schweiger 1998, Schmitt 1999c, Schmitt 2000a, Mitchell 2000, Kuhrt 2007, Schmitt 2009/2023 | 1938      | Persepolis | altpersisch, elamisch, babylonisch            |
| XPl                         | Herzfeld 1938, Gharib 1968, Hinz 1969b, Harmatta 1973, Mayrhofer 1978, Mayrhofer 1981, Schmitt 1996, Lecoq 1997, Schweiger 1998, Schmitt 2000a, Kuhrt 2007, Schmitt 2009/2023 | 1938      | Persepolis | altpersisch                                   |
| XPm                         | Godard 1954, Weidner 1954, Sami 1967, Tajvidi 1973, Steve 1975, Vallat 1977, Mayrhofer 1978, Lecoq 1997, Schweiger 1998, Schmitt 2000a, Schmitt 2009/2023 | 1954      | Persepolis | altpersisch, elamisch, babylonisch            |
| XPn                         | Tilia 1972, Mayrhofer 1978, Stolper 1980, Schweiger 1998, Schmitt 2000a, Schmitt 2009/2023 | 1972      | Persepolis | altpersisch, elamisch, babylonisch            |
| XPo                         | Schmidt 1953, Schweiger 1998, Schmitt 2000a, Schmitt 2009/2023 | 1953      | Persepolis | altpersisch                                   |
| XPp                         | Rich 1839, Weißbach 1911a, Schmidt 1953, Shahbazi 1985, Schmitt 2000a, Kuhrt 2007, Schmitt 2009/2023 | 1839      | Persepolis | altpersisch, elamisch, babylonisch            |
| XPq                         | Ouseley 1821, Mayrhofer 1978, Schmidt 1953, Shahbazi 1985, Schmitt 2000a, Mitchell 2000, Schmitt 2009/2023 | 1821      | Persepolis | altpersisch, elamisch, babylonisch            |
| XPr                         | Weißbach 1911a, Schmidt 1953, Shahbazi 1985, Schmitt 2000a, Schmitt 2009/2023 | 1911      | Persepolis | altpersisch, elamisch, babylonisch            |
| XPs                         | Schweiger 1998, Schmitt 2009/2023 | 1932      | Persepolis | altpersisch, elamisch, babylonisch            |
| XSa                         | De Morgan 1900, Weißbach 1911a, Scheil 1929, Brandenstein 1932, Kent 1953, Vallat 1972, Vallat 1977, Mayrhofer 1978, Steve 1987, Lecoq 1997, Schweiger 1998, Perrot/Ladiray/Vallat 1999, Kuhrt 2007, Schmitt 2009/2023                                                                | 1898      | Susa       | altpersisch, elamisch, babylonisch            |
| XSb                         | Scheil 1929, Brandenstein 1932, Lecoq 1997, Schmitt 2009/2023 | 1929      | Susa       | babylonisch                                   |
| XSc                         | Scheil 1929, Brandenstein 1932, Kent 1931b, Kent 1953, Lecoq 1997, Schweiger 1998, Schmitt 2009/2023 | 1929      | Susa       | altpersisch                                   |
| XVa                         | Schulz 1840, Lassen 1845, Rawlinson 1847, Lehmann-Haupt 1900, Foy 1900, Weißbach 1911a, Kent 1953, Vallat 1977, Hinz 1979, Lecoq 1997, Schweiger 1998, Kuhrt 2007, Schmitt 2009/2023                                                                                                  | 1827      | Van        | altpersisch, elamisch, babylonisch            |
| XVs                         | Caylus 1762, Saint-Martin 1823, Grotefend 1815, Loftus 1857, Newton 1863, de Morgan 1900, de Morgan 1905, Weißbach 1911a, Posener 1936, de Mecquenem 1943, de Mecquenem 1947, Kent 1953, Mayrhofer 1978, Lecoq 1997, Simpson 2005, Kuihrt 2007, Qahéri 2013                           | 1762      |            | altpersisch, elamisch, babylonisch, ägyptisch |

#### Siegel
| Wissenschaftliche Abkürzung | Maßgebliche Publikation(en)                                                                  | Funddatum | Fundort    | Sprache(n)               |
| --------------------------- | -------------------------------------------------------------------------------------------- | --------- | ---------- | ------------------------ |
| SXe                         | Menant 1877, Justi 1884, Weißbach 1911a, Kent 1953, Mayrhofer 1978, Schmitt 1981, Kuhrt 2007 | 1877      |            | altpersisch              |
| SXf                         | Balkan 1959, Mayrhofer 1978, Cool Root 1979, Schmitt 1981, Kaptan 2002                       | 1954      | Daskyleion | altpersisch              |
| SXg                         | Balkan 1959, Mayrhofer 1978, Cool Root 1979, Schmitt 1981, Kaptan 2002                       | 1954      | Daskyleion | altpersisch, babylonisch |

### Artaxerxes I.
| Wissenschaftliche Abkürzung | Maßgebliche Publikation(en) | Funddatum | Fundort    | Sprache(n)                         |
| --------------------------- | --- | --------- | ---------- | ---------------------------------- |
| A1Pa                        | Flandin/Coste 1851–1854, De Saulcy 1847, Stolze 1882, Weißbach 1911a, Herzfeld 1938, Kent 1945, Kent 1953, Schmidt 1953, Tilia 1972/1978, Vallat 1977, Mayrhofer 1978, Shahbazi 1985, Lecoq 1997, Schweiger 1998, Schmitt 2000a, Kuhrt 2007, Schmitt 2009/2023 | 1840–1841 | Persepolis | altpersisch, elamisch, babylonisch |
| A1Pb                        | Herzfeld 1938, Schmidt 1953, Lecoq 1997, Kuhrt 2007, Schmitt 2009/2023 | 1938      | Persepolis | babylonisch                        |

#### Siegel
| Wissenschaftliche Abkürzung | Maßgebliche Publikation(en) | Funddatum | Fundort    | Sprache(n)  |
| --------------------------- | --------------------------- | --------- | ---------- | ----------- |
| SA1a                        | Schmitt 2002, Kaptan 2002   | 1954      | Daskyleion | altpersisch |
| SA1b                        | Schmitt 2002, Kaptan 2002   | 1954      | Daskyleion | altpersisch |

### Dareios II.
| Wissenschaftliche Abkürzung | Maßgebliche Publikation(en) | Funddatum | Fundort | Sprache(n)                         |
| --------------------------- | --- | --------- | ------- | ---------------------------------- |
| D2Ha                        | Paper 1952, Kent 1953, Mayrhofer 1978, Lecoq 1997, Schweiger 1998, Schmitt 1999a, Kuhrt 2007, Schmitt 2009/2023                                     | 1952      | Hamadan | altpersisch                        |
| D2Sa                        | Scheil 1929, Brandenstein 1932, Kent 1931b, Sen 1941, Hinz 1941, Kent 1942, Kent 1953, Lecoq 1997, Schweiger 1998, Schmitt 1999a, Schmitt 2009/2023 | 1929      | Susa    | altpersisch                        |
| D2Sb                        | Scheil 1929, Brandenstein 1932, Hinz 1941, Kent 1953, Lecoq 1997, Schweiger 1998, Schmitt 2009/2023                                                 | 1929      | Susa    | altpersisch, elamisch, babylonisch |
| D2Sc                        | Scheil 1929, Brandenstein 1932, Sen 1941, Hinz 1941, Kent 1942, Kent 1953, Schweiger 1998, Schmitt 1999a, Schmitt 2009/2023                         | 1929      | Susa    | altpersisch                        |

### Artaxerxes II.
| Wissenschaftliche Abkürzung | Maßgebliche Publikation(en) | Funddatum | Fundort | Sprache(n)                         |
| --------------------------- | --- | --------- | ------- | ---------------------------------- |
| A2Ha                        | Dieulafoy 1893, Weißbach 1911a, Kent 1953, Lecoq 1997, Schweiger 1998, Schmitt 1999a, Knapton et al. 2001, Kuhrt 2007, Schmitt 2009/2023                                                                                          | 1886      | Hamadan | altpersisch, elamisch, babylonisch |
| A2Hb                        | Brandenstein 1932, Herzfeld 1928–1929, Kent 1953, Lecoq 1997, Schweiger 1998, Schmitt 1999a, Knapton et al. 2001, Kuhrt 2007, Schmitt 2009/2023                                                                                   | 1926      | Hamadan | altpersisch                        |
| A2Hc                        | Kent 1953, Yamauchi 1990, Lecoq 1997, Schweiger 1998, Schmitt 1999a, Schmitt 2009/2023 | 1948      | Hamadan | altpersisch                        |
| A2Hd                        | Knapton et al. 2001, Sarraf 2003, Schmitt 2009/2023 | 2000      | Hamadan | altpersisch                        |
| A2Sa                        | Loftus 1857, Norris 1855, Weißbach 1891, Weißbach 1911a, Scheil 1929, Brandenstein 1932, Kent 1953, Vallat 1977, Mayrhofer 1978, Steve 1987, Lecoq 1997, Schweiger 1998, Schmitt 1999a, Werba 2006, Kuhrt 2007, Schmitt 2009/2023 | 1849–1852 | Susa    | altpersisch, elamisch, babylonisch |
| A2Sb                        | Loftus 1857, Weißbach 1911a, Kent 1953, Vallat 1977, Steve 1987, Lecoq 1997, Schweiger 1998, Schmitt 1999a, Schmitt 2009/2023 | 1849–1852 | Susa    | altpersisch, elamisch, babylonisch |
| A2Sc                        | Dieulafoy 1890, Weißbach 1911a, Kent 1953, Lecoq 1997, Schweiger 1998, Schmitt 1999a, Schmitt 2009/2023 | 1890      | Susa    | altpersisch                        |
| A2Sd                        | Weißbach 1911a, Scheil 1929, Brandenstein 1932, Scheil 1933, Kent 1953, Vallat 1972a, Vallat 1977, Vallat 1979, Steve 1987, Lecoq 1997, Schweiger 1998, Schmitt 1999a, Werba 2006, Kuhrt 2007, Schmitt 2009/2023                  | 1849–1852 | Susa    | altpersisch, elamisch, babylonisch |

### Artaxerxes III.
| Wissenschaftliche Abkürzung | Maßgebliche Publikation(en) | Funddatum | Fundort    | Sprache(n)                         |
| --------------------------- | --- | --------- | ---------- | ---------------------------------- |
| A3Pa                        | Flandin/Coste 1851–1854, Oppert 1852, Tolman 1908, Weißbach 1911a, Kent 1953, Schmidt 1953, Shahbazi 1985, Lecoq 1997, Schweiger 1998, Schmitt 1999a, Schmitt 2000a, Kuhrt 2007, Schmitt 2009/2023 | 1851–1854 | Persepolis | altpersisch                        |
| A3Pb                        | Davis 1932, Herzfeld 1938, Kent 1953, Vallat 1977, Mayrhofer 1978, Lecoq 1997, Schweiger 1998, Schmitt 1999a, Schmitt 2000a, Kuhrt 2007, Calmeyer/Schmitt 2009, Schmitt 2009                       | 1930      | Persepolis | altpersisch, elamisch, babylonisch |